# Štrbské Pleso
Štrbské Pleso (, nemško Tschirmer See; madžarsko Csorbató or Csorba-tó; poljsko Szczyrbskie Jezioro) je smučarsko in turistično središče ter zdravilišče v Visokih Tatrah na Slovaškem ob istoimenskem jezeru. Z obsežnimi parkirnimi prostori in postankom Tatranske električne železnice in zobate železnice Štrbské Pleso–Štrba je izhodišče za množico priljubljenih pohodov, vključno na vrhova Kriváň in Rysy.

## Občina
Štrbsko Pleso je del občinskih zemljišč vasi Štrba. Od leta 1947 do 2007 je bilo vključeno v občino Vysoké Tatry. Lastništvo je Štrba ponovno prešlo 1. januarja 2008, ko je stopila v veljavo odločba vrhovnega sodišča z dne 14. avgusta 2007. Štrbské Pleso obsega poslovne in stanovanjske stavbe v bližini ledeniškega jezera Štrbské pleso (v slovaščini se piše z malo začetnico p) in bližnjega majhnega, umetnega ribnika Nové Štrbské pleso, zgrajenega leta 1900. Ima približno 200 prebivalcev.

## Zgodovina
Bodoče letovišče je začelo nastajati leta 1872, ko je Jozef Szentiványi (1817–1906, iz plemiške družine s koreninami v bližnji vasi Liptovský Ján, izvirno) zgradil lovsko kočo na bregu jezera Štrbské pleso. Dostop do Visokih Tater je bil lažji leto prej, ko je železnica dosegla Poprad v njihovem vznožju. Szentiványi je najel parcelo od vasi Štrba, katere občinsko zemljišče je zajemalo jezero in po kateri je dobilo ime. Leto kasneje jo je odprl za turiste in leta 1875 dovolil pohodniškemu društvu Carpathian Union, da v bližini zgradi lastno brunarico Joseph. Nastanitvene zmogljivosti, ki jih je Szentiványi dodajal, so jo naredile priljubljeno destinacijo. Zobata železnica, ki jih povezuje z glavno železnico, je bila zgrajena leta 1896. Prva šola smučanja je bila organizirana leta 1899. Tatranska električna železnica jih je leta 1912 povezala z drugimi letovišči na slovaški strani Tater. Letovišče je leta 1901 pridobila vlada.
Sosednje območje Nové Štrbské Pleso se je začelo razvijati leta 1897, ko je zemljišče kupil arhitekt Karol Móry iz Banske Bystrice. Leta 1900 je zajezil potok Mlynica, da je poplavil manjše močvirje, ustvaril majhno »Novo jezero Štrba« in povečal čar svoje posesti.
v Štrbskem Plesu je bila 27. junija 1930 podpisana pogodba o zavezništvu med vladami Romunije, Jugoslavije in Češkoslovaške, s čimer je bila ustanovljena redna posvetovalna struktura za Malo antanto in registrirana v Zborniku pogodb Društva narodov 3. oktobra 1930.
Štrbské Pleso je bilo v 1970-ih precej modernizirano, vključno z izgradnjo več hotelov, smučarskih skakalnic itd. Druga velika rekonstrukcija skoraj vseh hotelov in športnih površin je potekala v letih 2007-2014 pred zimsko univerzijado 2015.

## Šport
ParkSnow Štrbské Pleso ponuja 7,5 kilometrov prog, 3 sedežnice in 3 vlečnice.
Štrbské Pleso je imel tekmo FIS svetovnega pokala v smučarskih skokih vsako leto od 1980–1987 in tudi leta 1991. Mladinska svetovna prvenstva so potekala v letih 1990, 2000 in 2009. MS 1970 ima 90-metrsko in 120-metrsko skakalnico. 120 metrska pa se ne uporablja za svoj namen. Nazadnje je bilo doskočišče uporabljeno za tekmovanje v smučanju prostega sloga leta 2003.
Štrbské Pleso je gostilo tek na smučeh, nordijsko kombinacijo in smučarske skoke na Zimski univerzijadi 1987 in 2015.